# Frank Überall

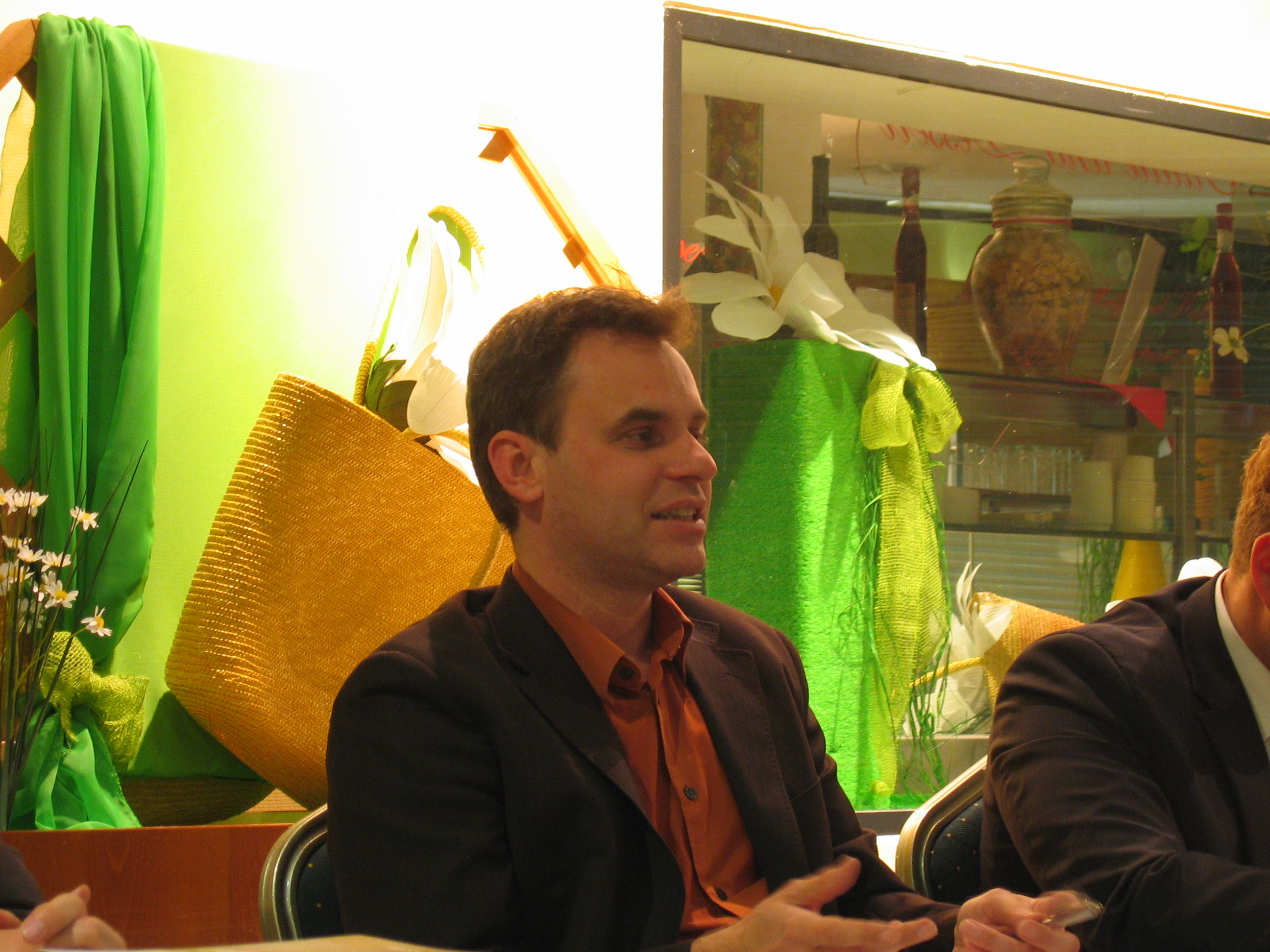
Frank Überall bei einer Diskussion in Köln-Mülheim (2008)

Frank Überall (* 15. April 1971 in Leverkusen) ist ein deutscher Politologe, Journalist und Autor. Von November 2015 bis November 2023 war er Vorsitzender des Deutschen Journalisten-Verbandes (DJV). Seit 1. März 2025 ist er Chefreporter der „Kölnischen Rundschau“.

## Leben
Aufgewachsen in Köln, wo er auch lebt, ist Überall seit seinem Magister in Politikwissenschaft an der Universität zu Köln als freier Journalist im Bereich Hörfunk, Fernsehen und anderen Medien tätig. Unter anderem arbeitet er regelmäßig für den WDR (z. B. das Fernsehmagazin Monitor) und für die tageszeitung (taz). Früher war er auch für die Nachrichtenagentur dpa tätig. Er ist Autor/Mitautor mehrerer politischer Sachbücher. Seine ersten Buchveröffentlichungen entstanden in Zusammenarbeit mit Pascal Beucker, einem Korrespondenten der taz. Ende 2007 wurde Überall an der Eberhard Karls Universität in Tübingen bei Hans-Georg Wehling als Politikwissenschaftler über den Klüngel in der politischen Kultur Kölns promoviert. Er setzt dabei Klüngel nicht mit Korruption gleich, sondern hebt auch die positiven Effekte der „situativen Kooperation“ und des Netzwerkens hervor. Gleichzeitig fordert er strengere Vorschriften für Politiker zur Korruptionsvorbeugung. In seinem Ansatz der „Korruptionsethik“ bietet er Erklärungsmodelle für illegitimes und illegales Verhalten an.
Seit Oktober 2012 ist Überall Professor an der Hochschule für Medien, Kommunikation und Wirtschaft (HMKW), heute Media University of Applied Sciences, in Köln. Er lehrt dort Journalismus sowie Politik/Soziologie. Von November 2015 bis November 2023 war Überall Bundesvorsitzender des Deutschen Journalisten-Verbandes (DJV). In diesem Amt folgte ihm Mika Beuster nach. Seit Mai 2017 ist er Mitglied in der Schriftstellervereinigung PEN-Zentrum Deutschland.
Überall ist Gründungsvorsitzender der Neuen Gesellschaft für publizistische Bildungsarbeit, Trägerin des Journalisten-Zentrums Herne, das zum 1. Januar 2020 als Nachfolgerin des Journalistenzentrums Haus Busch (Hagen) seinen Weiterbildungsbetrieb aufnimmt.
Das Journalistenzentrum Herne hatte im Februar 2020 damit geworben, in der Tradition von Emil Dovifat auszubilden. Aufgrund der NS-Vergangenheit von Dovifat wurde nach öffentlicher Kritik der nach ihm benannte dortige Seminarraum namenlos gestellt. Überall wurde kritisiert, weil er sich nicht ausreichend von Dovifat distanziert habe.
2019 nannte er die staatlichen russischen Auslandsmedien RT Deutsch und Sputnik „Propagandainstrumente des Kremls“ und setzte durch, dass 2022 RT Deutsch die Rundfunklizenz in Deutschland entzogen wurde.
Überall ist Mitglied der CDU. Von 1993 bis 1996 war er Chefredakteur der JU Zeitschrift Die Entscheidung.  Im Rahmen der Debatte um die EU-Urheberrechtsreform wurde ihm deswegen ein Interessenkonflikt vorgeworfen.
Auf Kritik stießen Überalls Aussagen zum Zusammenhang zwischen Journalismus und PR. Gegenüber dem Medien-Magazin des NDR Zapp erklärte er 2019 „Das, was in der PR gemacht wird, also in der effektiven Presse- und Öffentlichkeitsarbeit, ist eine Spielart des Journalismus.“ Der Hamburger Journalistik-Professor Volker Lilienthal kritisierte Überalls Aussage, der damit im Grunde von einer „Assimilation von Journalismus und PR“ ausgehe.
Im November 2020 startete er mit Sebastian Fiedler, dem Vorsitzenden des Bundes Deutscher Kriminalbeamter, den zweiwöchentlich erscheinenden Podcast Der Bulle und der Schreiberling.
Von März 2023 bis Februar 2025 moderierte er das Video-Buchmagazin „Überall dabei – Buchprüfung“ auf dem Portal kivvon.com, bei dem Autoren, Experten und Community-Mitglieder zu Wort kommen. 2023 bis 2024 war er Chefreporter im journalistischen Digitalverlag KiVVON. Seit 2025 ist er Chefreporter der Kölnischen Rundschau.
Am 24. Februar 2025 gab er sein letztes Interview in der Lokalzeit Köln des WDR zum Kölner Ergebnis der Bundestagswahl.

## Publikationen
- Deadline für den Journalismus? Wie wir es schaffen, nicht zur Desinformationsgesellschaft zu werden, Dietz Verlag, Bonn 2024, ISBN 978-3-8012-0683-3
- Wie die Presse sich aufführt – Die Darstellung des Journalismus in der Bestseller-Literatur. Lit Verlag, Münster 2022, ISBN 978-3-643-15148-3
- Abgeschmiert – Wie Deutschland durch Korruption heruntergewirtschaftet wird. Lübbe Verlag, Köln 2011, ISBN 978-3-431-03849-1
- mit Pascal Beucker: Endstation Rücktritt!? Warum deutsche Politiker einpacken. Bouvier Verlag, Bonn 2011, ISBN 978-3-416-03344-2 (aktualisierte und überarbeitete Neuausgabe)
- Der Klüngel in der politischen Kultur Kölns. Bouvier Verlag, Bonn 2007, ISBN 978-3-416-03125-7 (Zugleich Dissertation Universität Tübingen 2007).
- Kölns zaghafte Ansätze zur Überwindung konzeptionsloser Spaß-Events in: Uwe Altrock, Ronald Kunze, Gisela Schmitt, Dirk Schubert (Hg.): Stadterneuerung und Festivalisierung.  Jahrbuch Stadterneuerung 2011. S. 153–162. Berlin 2011, ISBN 978-3-7983-2339-1
- mit Pascal Beucker: Endstation Rücktritt. Warum deutsche Politiker einpacken. Econ Verlag, Berlin 2006, ISBN 978-3-430-11619-0
- mit Pascal Beucker: Die Beamtenrepublik. Der Staat im Würgegriff seiner Diener? Campus-Verlag, Frankfurt/Main und New York 2004, ISBN 3-593-37335-1

Im Deutschlandfunk „Hintergrund“:
- mit Pascal Beucker: Nicht abschaffen, aber reformieren – Die Föderalismus-Kommission und das Berufsbeamtentum vom 14. Dezember 2004[16]
- mit Rolf Clement, Gudula Geuther und Thies Marsen: Unterschätzte Gefahr – Rechte Gewalt in Deutschland vom 14. November 2011[17]